# La Verrière
La Verrière är en kommun i departementet Yvelines i regionen Île-de-France i norra Frankrike. Kommunen ligger i kantonen Maurepas som tillhör arrondissementet Rambouillet. År 2022 hade La Verrière 6 142 invånare.

## Befolkningsutveckling
Antalet invånare i kommunen La Verrière
| Referens: INSEE |